# Stigmatophora rhodophila
Stigmatophora rhodophila är en fjärilsart som beskrevs av Walker 1864. Stigmatophora rhodophila ingår i släktet Stigmatophora och familjen björnspinnare. Inga underarter finns listade i Catalogue of Life.